# そして愛に至る
『そして愛に至る』（-あいにいたる、仏語: Après la réconciliation、「和解の後で」の意）は、2000年（平成12年）製作・公開、アンヌ＝マリー・ミエヴィル監督によるフランス・スイス合作の長篇劇映画である。

## 略歴・概要
1973年（昭和48年）以来、映画作家ジャン＝リュック・ゴダールの公私にわたる長年のパートナーとして、ゴダールとともに数々の共同監督作品を生み出し、製作会社ペリフェリアを経営してきたミエヴィルが、ゴダールとともにメインキャストとして出演し、単独で監督したのが本作である。本作はミエヴィルの単独監督作第4作である。
1970年（昭和45年）に、当時アンヌ・ヴィアゼムスキーを妻とし、ジガ・ヴェルトフ集団をジャン＝ピエール・ゴランとともに主宰していたゴダールと出逢ったミエヴィルは、歌手から写真家に転身した人物であり、1975年（昭和50年）にゴダールと共同監督した『うまくいってる?』には主演しており、本作では、100本になんなんとする出演作をもつゴダールと互角に女優をつとめた。
本作では、さまざまな主題が語られるが、ストーリーの感情の焦点に、パートナーの他者との恋愛問題が置かれている。1996年（平成8年）に振り切られる形で終止符を打った、『フォーエヴァー・モーツアルト』に出演した女優ベランジェール・アローへのゴダールの恋愛的執着との関係が伺われる。
日本では、ゴダールが同時期に発表した映画『愛の世紀』（1999年）が2002年（平成14年）4月13日に公開され、そのちょうど2週後の同年4月27日に公開された。同年10月18日には、紀伊國屋書店から『愛の世紀』と2枚組でDVDが発売されたが、現在はすでに廃盤である。

## スタッフ・作品データ
- 監督・脚本・編集 : アンヌ＝マリー・ミエヴィル
- 撮影 : クリストフ・ボーカルヌ
- 録音 : フランソワ・ミュジー
- 美術 : ドミニク・ルボー
- 衣裳 : フローレンス・サドーヌ、マイカ・ゲゼル
- 音楽 : レスター・ボウイ、キース・ジャレット、アルヴォ・ペルト、ドミートリイ・ショスタコーヴィチ、トマシュ・スタンコ、カミーユ・サン＝サーンス
- プロデューサー : アラン・サルド、ルート・ヴァルトブルゲール
- 製作主任 : ジャン＝ポール・バッタジア
- 製作 : アッヴェントゥーラ・フィルム、ヴェガ・フィルム、ペリフェリア、テレヴィジオン・スイス・ロマンド、ヴォー州基金、カナル・プリュス、フランス国立映画センター （CNC）

## キャスト
- アンヌ＝マリー・ミエヴィル - 女役
- ジャン＝リュック・ゴダール - ロベール役
- クロード・ペロン - カトス役
- ジャック・スピセール - アルチュ—ル役
- グザヴィエ・マルシャン

## ストーリー
女（アンヌ＝マリー・ミエヴィル）がパリに戻ってくる。友人のカトス（クロード・ペロン）、女の夫であるロベール（ジャン＝リュック・ゴダール）と3人で、さまざまな主題についての議論をする。女は買い物に出かけ、つかの間の不在の隙に、カトスはロベールを誘惑するが、ロベールはそれに応じなかった。
女は、帰ってくるが、アルチュール（ジャック・スピセール）という男といっしょだった。4人で再び会話を始めるが、やがて口論となり、アルチュールはその場を立ち去る。カトスが去って、夫婦2人きりとなったとき、女はアルチュールとの恋を告白する。ロベールは泣いてしまう。女はロベールを抱きしめる。
女とロベールが劇場に行くと、偶然、カトスとアルチュールがいっしょに来ているところに出遭う。4人はまた、議論を始めるのであった。

## 註
1. ↑  コリン・マッケイブ『ゴダール伝』、堀潤之訳、みすず書房、2007年6月9日 ISBN 4622072599, p.240.
2. ↑  『ゴダール伝』、p.403.